# Ferdynand Goetel
Ferdynand Goetel, född 15 maj 1890 i Sucha Beskidzka, död 24 november 1960 i London, var en polsk författare.
Ferdynand Goetel föddes i en järnvägstjänstemannafamilj av tysk härkomst, kom tidigt i kontakt med radikala litterära och politiska kretsar. Han studerade arkitektur i Wien 1908–1912 och framträdde sedan som journalist i Warszawa. Under första världskriget häktades han 1915 av ryssarna och internerades i Turkestan, varifrån han efter krigets slut lyckades fly över Persien och Indien till Polen, där han snart blev känd som en av del ledande yngre författarna. Goetel började med noveller, där han utnyttjade sina upplevelser i Ryssland och Asien, realistiskt hållna exotiska berättelser om människans kamp mot livets vidrigheter: Przez plonqcy wschöd ("Genom den flammande östern", 1922), Kar Chat (1923), men gjorde sin främsta insats med några samtidsskildringar med psykologiskt innehåll, främst romanen Z dnia na dzieri (1923, svensk översättning Från dag till dag, 1932), en sinnrikt komponerad dubbelberättelse med en polsk författare, som huvudperson i en erotisk konflikt, där Goetel åter använde sina upplevelser i östern. Goetel uppträdde under slutet av 1930-talet med reseskildringar från Egypten och Island. Till Island förlades handlingen i berättelsen Serce lodów (1930). På 1930-talet ägnade sig Goetel, som 1935 blev medlem av Polska akademien, främst åt journalistik, buren av en stark nationell inställning. Han tog intryck av de fascistiska strömningarna, vilket kunde avläsas i Pod znakiem faszyzmu ("Under fascismens baner", 1938). Cyklon (1939) byggde på Goetels ungdomsupplevelser i Indien. Goetel stannade i Polen under andra världskriget men begav sig därefter till Storbritannien.